# 埃克塞特号重巡洋舰
埃克塞特号重巡洋舰（HMS Exeter(68)）是第二次世界大战期间英国皇家海军曾运用的约克级重巡洋舰中的2号舰，以英国英格兰西南部德文郡的埃克塞特市命名，也是以“埃克塞特”命名的第4艘军舰。本舰曾在1939年拉普拉塔河口海战与德国海军斯佩伯爵海军上将号战列舰交锋中受到重创，因此接受改装。改装完毕后本舰被派往东印度，于1942年泗水海战中同大日本帝国海军战斗时被击沉。

## 概要
本舰相比其姐妹舰“约克号”来说晚了2年订购与建造，在1928年8月1日，于英国德文郡普利茅斯市的达文波特船厂开工，1929年7月17日下水，1931年7月27日完工。为英国皇家海军最后建造的8英寸（203毫米）主炮级的重巡洋舰。

## 舰型设计
约克级重巡洋舰的设计是建立在郡级的基础上，而本舰的设计也基于2年前订购的“约克号”的实战经验。
由于在“约克号”上已知8英寸（203毫米）Mk.II炮塔的顶部强度不足以设置飞机弹射器，故本舰舰桥改为完全封闭式设计，位置较“约克号”更靠近B号炮塔，高度则降低到16米，不过可以满足观测主炮弹着点的需要。锅炉室后移，因此原本在“约克号”上为避免影响舰桥视野而从下部延伸的倾斜式烟囱改为直立式，相应地前后桅杆也改为直立，使整舰外观显得端正。火力方面，原本设计高平两用的Mk.II炮塔在对空射击时易出现故障，故本舰搭载的是改装过的Mk.II炮塔，仰角高度限制在50度以下，不再具有对空射击能力。相比原来“约克号”上的1具弹射器，再增设1具，均位于右舷烟囱后面，朝向外侧。
本舰和“约克号”同样是舰首楼型，而舰体中部乾舷高度不足，导致高速航行时浪花高过舷侧打湿甲板，此为两舰的通病。

## 改装
1932年本舰将两侧舰首楼延长至烟囱后，提供更多的甲板工作空间。1934年至1935年，安装设计时应搭载的2座四联装维克斯式高射机枪。在开战时1939年拉普拉塔河口海战中受到重创后，在1939年至1941年的大维修中对舰桥进行扩大改装，将单装的QF4英寸Mk.V高射炮改换为同款双联装炮配以高平两用的Mk XIX炮塔；又在B号和Y号主炮炮塔上各增设一座单装厄利孔20毫米机炮。安装2座4联装“砰砰炮”。将桅杆换成三角桅杆以安装286型对空预警雷达，舰桥上面的火控塔加装284型火控雷达，提升测距效率与弹着点观测能力。

## 服役历程

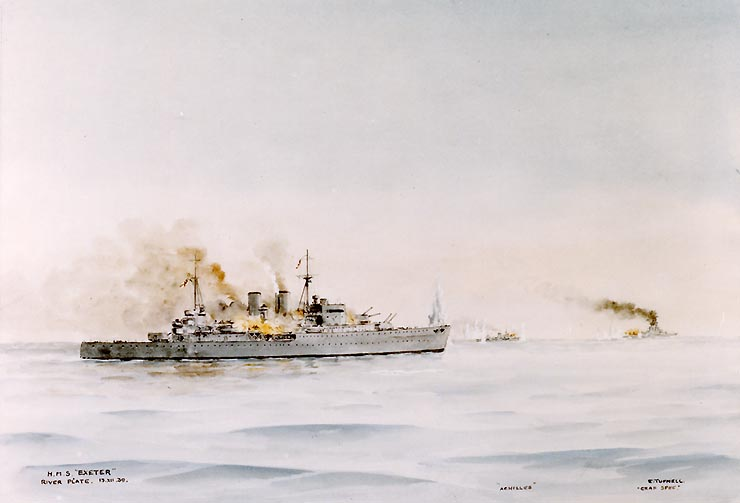
描绘拉普拉塔河口海战中埃克塞尔号的绘画

埃克塞特号在完工后，编入大西洋舰队的第二巡洋舰中队，从1931年一直服役到1935年；期间在1934年时转移至美洲及西印度群岛指挥部；之后在1935年至1936年的第二次意大利埃塞俄比亚战争时转移至地中海区域，直至1939年。
第二次世界大战爆发后，本舰与坎伯兰号（HMS Cumberland）一同组成南美舰队，由亨利·汉伍德海军中将指挥。本舰与利安德级轻巡洋舰，阿贾克斯号（HMS Ajax）、阿基里斯号（HMNZS Achilles）一起参与了1939年12月13日爆发的拉普拉塔河口海战。三舰分为两队夹击德国袖珍战舰施佩伯爵海军上将号重巡洋舰（Admiral Graf Spee），战斗期间受到施佩伯爵海军上将号反击，遭命中7发283毫米炮弹及多发近失弹，造成61名船员阵亡以及23名受伤；同时全舰8英寸炮故障，航速低至18节，被迫撤离战斗。埃克塞特号航行至福克兰群岛的斯坦利港进行紧急维修直至1940年1月。之后回航至达文波特船厂，在1940年2月至1941年3月间，接受正式的维修以及近代化改装工作。
1941年归队后，埃克塞特号负责大西洋运输船队的护航工作。包括追击德国俾斯麦号战列舰期间，WS-8B船队护航工作。这以后，本舰被派往远东。
1941年日本加入二战时，埃克塞特号编入ABDA司令部指挥下，负责防御日本对荷属东印度的入侵。

## 结局

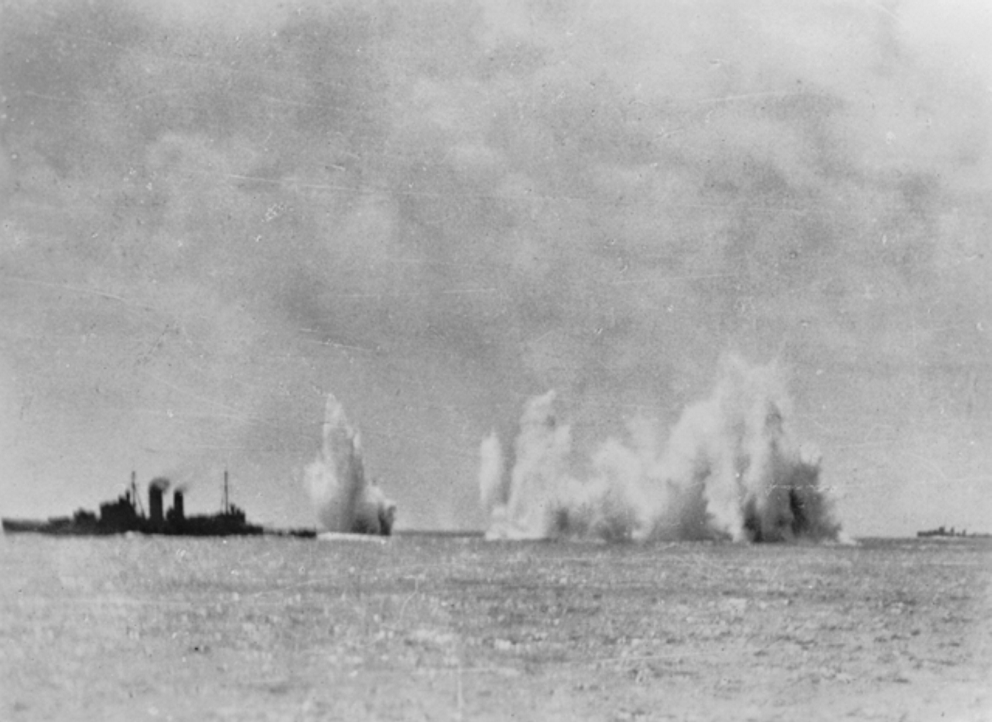
第二次爪哇海海战中受日本海军攻击中的埃克塞尔号

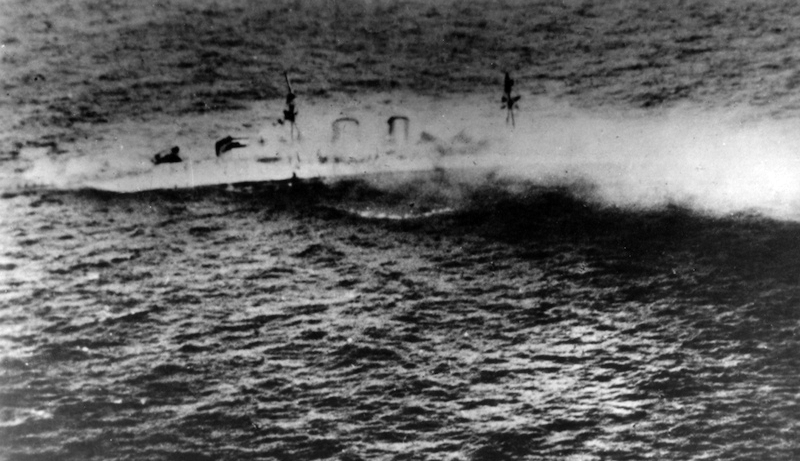
正在沉没的埃克塞特号

1942年2月27日爆发的爪哇海海战中，埃克塞特号的锅炉室被中一发8英寸炮弹后接到命令迅速撤退至泗水港修理。2天后的3月1日早晨，她在遭遇号（HMS Encounter）与蒲柏号（USS Pope, DD-225）护航下再次出发试图穿过巽他海峡时，遭遇日本海军第五战队的那智号、羽黑号，第三战队足柄号、妙高号，以及附属的驱逐舰曙号、雷号、山风号、江风号。盟军将本次战斗称为“第二次爪哇海海战”。
正午前埃克塞特遭遇正在搜寻荷兰医疗船“Op ten Noort”号的日本驱逐舰曙号，进入炮击战。随后由侦察机引导，带来了第五战队的重巡洋舰那智号与羽黑号，驱逐舰山风号与江风号。并由于炮弹不足，第五战队请求第三战队重巡2艘（足柄号、妙高号）与驱逐舰雷前往增援。在两队的夹击，集中火力攻击下。埃克塞特号开始向右舷倾斜，于13点30分沉没。
根据记录，包括埃克塞特号舰长在内的盟军船员798人被日本海军救起。
2007年2月，成功定位埃克塞特号的遗骸位置。她位于印度尼西亚水域，巴韦安岛西北90英里，水深200英尺（60米）的水底。

## 同级舰
约克号